# Anthony Frederick
Anthony Duane Frederick (Los Angeles, 7 dicembre 1964 – Los Angeles, 29 maggio 2003) è stato un cestista statunitense, professionista nella NBA, in Spagna, Italia, Grecia, Giappone e Francia.

## Carriera
Venne selezionato dai Denver Nuggets al sesto giro del Draft NBA 1986 (133ª scelta assoluta).

## Palmarès
- All-CBA Second Team (1991)